# Spencer Nelson
Spencer Howells Nelson (* 11. Juli 1980 in Pocatello, Idaho) ist ein US-amerikanisch-aserbaidschanischer Basketballspieler. Nach dem Studium in seinem Heimatland, welches er für eine zweijährige Missionstätigkeit für die Kirche Jesu Christi der Heiligen der Letzten Tage unterbrach, startete Nelson 2005 eine Karriere als Profi in der deutschen Basketball-Bundesliga für den deutschen Meister GHP Bamberg. Nachdem die Bamberger ihren Titel in der Basketball-Bundesliga 2005/06 nicht verteidigen konnten, wechselte Nelson nach Italien und später nach Griechenland und Spanien. Seit der Saison 2013/14 ist Nelson wieder in der italienischen Serie A für den dortigen Serienmeister Montepaschi Siena im Einsatz.

## Karriere
Nelson begann ein Studium an der Utah State University, wo er ab 1998 für die Hochschulmannschaft Aggies damals in der Big West Conference der NCAA spielte. Nach seiner ersten Saison setzte Nelson verletzungsbedingt die zweite Saison als „redshirted“ aus und unterbrach anschließend sein Studium, um sich auf die für Mitglieder seiner Kirche übliche zweijährige Missionstätigkeit zu begeben. 2002 setzte er sein Studium fort und gewann mit den Aggies ein weiteres Mal die Meisterschaft der Big West. In einer Mannschaft zusammen mit dem späteren Bundesliga-Spieler Desmond Penigar verpasste man in der ersten Runde der NCAA-Endrunde nur knapp eine Überraschung gegen die stark favorisierten Jayhawks der University of Kansas. Nachdem man 2004 eine Titelverteidigung in der Big West verpasst hatte, gewann man 2005 erneut die Meisterschaft der Big West, bei der sein Mannschaftskamerad und Freshman Jaycee Carroll zum MVP des Meisterschaftsturniers ernannt wurde. In der NCAA-Endrunde schied man gleichwohl erneut in der ersten Runde diesmal gegen die Arizona Wildcats aus.
Nach dem Studienende 2005 wurde Nelson Profi, konnte sich aber letztendlich beim NBA-Klub Utah Jazz keinen Platz im endgültigen Kader erkämpfen. So startete er seine professionelle Karriere beim deutschen Meister GHP aus Bamberg, bei dem mit Rick Stafford bereits ein weiterer Spieler mormonischen Glaubens aktiv war. In der EuroLeague 2005/06 erreichte der Verein bei der Premiere auf höchstem europäischem Vereinsniveau auf Anhieb die Runde der besten 16 Mannschaften, in der man dann aber sieglos blieb. In der Basketball-Bundesliga 2005/06 erreichte man wie im Vorjahr in der Hauptrunde den zweiten Platz hinter ALBA Berlin, doch in der Play-off-Halbfinalserie schied man gegen den späteren Meister RheinEnergie Köln knapp in fünf Spielen aus. Nelson wechselte zur folgenden Spielzeit nach Italien, wo er für den Meister Benetton aus Treviso spielte, die er in der Vorsaison bei deren Niederlage in Bamberg mit einer formidablen Leistung von 23 Punkten und 20 Rebounds stark beeindruckt hatte. In der EuroLeague 2006/07 konnte Treviso jedoch in der zweiten Gruppenphase der 16 besten Mannschaften nur Aris Thessaloniki hinter sich lassen und schied aus. Während man nach dem Gewinn des Supercups auch den italienischen Pokalwettbewerb gewann, in dessen Finalspiel Nelson zum MVP des Spiels ernannt wurde, wurde dem Verein wegen Lizenzverstößen in der Meisterschaft der Lega Basket Serie A zwölf Punkte abgezogen, wodurch man die Play-offs verpasste und seinen Titel nicht verteidigen konnte. Für die folgende Spielzeit wechselte Nelson zum Ligakonkurrenten Fortitudo Upim aus Bologna, die jedoch ihr Teilnahmerecht an der EuroLeague verwirkt hatten und erstmals nicht mehr im höchsten europäischen Vereinswettbewerb antraten. Im Unterschied zu Benetton Treviso und Lokalrivale Virtus Bologna reichte es für die Mannschaft aber in der Saison 2007/08, in der Nelson nach Verletzungen nur neun Meisterschaftseinsätze hatte, auf dem achten Platz wenigstens zum Einzug in die Finalrunde der nationalen Meisterschaft. Dort schied man aber in der ersten Play-off-Runde gegen den Titelverteidiger und Hauptrundenersten Montepaschi Siena glatt in drei Spielen aus, die damit den „Machtwechsel“ in der italienischen Liga bestätigten.
Für die Saison 2008/09 wechselte Nelson in die griechische Liga A1 Ethniki zu Aris aus Thessaloniki. Auch Aris war nach zwei Teilnahmen in Folge für die Euroleague nicht mehr qualifiziert und zog in der ersten Gruppenphase des Eurocup 2008/09 im direkten Vergleich mit dem nationalen Konkurrenten Panellinios Athen den „kürzeren“ und schied aus. In der nationalen Meisterschaft erreichte man als Dritter die Play-offs und schied in der Halbfinalserie gegen Titelverteidiger und Serienmeister Panathinaikos Athen aus. Die „kleine Finalserie“ um den dritten Platz gegen GS Marousi verlor man in fünf Spielen, so dass man vorerst nicht für die Qualifikation zur EuroLeague 2009/10 startberechtigt war. Während Aris schließlich doch durch die ULEB zur Qualifikationsrunde eingeladen wurde, wechselte Nelson zum Aufsteiger GS Peristeri in die Metropolregion der griechischen Hauptstadt Athen. Peristeri verpasste bei seiner Rückkehr in die höchste griechische Spielklasse in der Saison 2009/10 auf dem neunten Platz den Einzug in die Finalrunde um die Meisterschaft nur knapp. Nelson erwarb 2010 die aserbaidschanische Staatsbürgerschaft, wodurch er in verschiedenen südeuropäischen Ligen, unter denen insbesondere Spanien zu nennen wäre, unter weniger restriktive Ausländerbeschränkungen fiel. Nachdem er mit der aserbaidschanischen Nationalmannschaft den Aufstieg in die Division A der besten europäischen Nationalmannschaften erreicht hatte, wechselte er dann auch zur Saison 2010/11 in die spanische Liga ACB, wo bereits sein ehemaliger Mannschaftskamerad aus Collegespielzeiten Jaycee Carroll als Topscorer der Vorsaison aktiv war. Carroll konnte seinen Titel als Topscorer der Liga ACB verteidigen und Gran Canaria verbesserte sich auf den fünften Platz der Hauptrunde, wobei man in den Play-offs der spanischen Meisterschaft erneut in der ersten Runde ausschied. Nachdem Carroll vom Ligakonkurrenten Real Madrid abgeworben worden war und später ebenfalls wie sein mormonischer Glaubensbruder Nelson die aserbaidschanische Staatsbürgerschaft annahm, schwächelte die Mannschaft in der Saison 2011/12 etwas und verpasste klar eine Play-off-Platzierung, obwohl Nelson am letzten Hauptrundenspieltag als effektivster Spieler zum „Spieler der Woche“ in der Liga ACB ernannt wurde. Mit neuem Hauptsponsor gelang Gran Canaria jedoch in der Saison 2012/13, in der Nelson zweimal hintereinander als Spieler der Woche ausgezeichnet wurde, die Rückkehr in die Play-off-Finalrunde der Liga ACB. Hier schlug man überraschend in der ersten Runde die zweitplatzierte Mannschaft von Laboral Kutxa, in deren Reihen unter anderem der deutsche Nationalspieler Tibor Pleiß stand, und erreichte erstmals die Halbfinalserie in der Geschichte des Vereins. Diese verlor man dann jedoch glatt in drei Spielen gegen Titelverteidiger FC Barcelona. Mit Gran Canaria kam Nelson bei zwei Teilnahmen in drei Spielzeiten im ULEB Eurocup nicht über die Runde der 16 besten Mannschaften hinaus. 
Zur Saison 2013/14 kehrte Nelson nach Italien zurück, wo er von Serienmeister Montepaschi Siena verpflichtet wurde. Mit seiner Rückkehr nach Italien kehrte auch das Verletzungspech zu Nelson zurück und er verletzte sich gleich nach Saisonstart, so dass er für einen Großteil der Vorrunde der EuroLeague 2013/14 ausfiel. Nach finanziellen Problemen musste der Verein jedoch die komplette Meistermannschaft umbauen und verpasste erstmals seit acht Jahren die Teilnahme an der Runde der 16 besten Mannschaften in der EuroLeague. Nach dem Ausscheiden aus dem höchsten europäischen Vereinswettbewerb verließen mit Daniel Hackett und Taylor Rochestie weitere Spieler den Verein, so dass Montepaschi zumindest den „Backcourt“ der Mannschaft erneut komplett umbauen muss. So werden der Mannschaft auch mit einem gesunden Spencer Nelson kaum Chancen eingeräumt, ihre achte nationale Meisterschaft in Serie gewinnen zu können.